# Cratogeomys
Genre
Cratogeomys est un genre de Rongeurs de la famille des Géomyidés qui rassemble des gaufres ou rats à poche, c'est-à-dire à abajoues. 

## Taxinomie
Décrit pour la première fois en 1895 par un zoologiste américain, Clinton Hart Merriam (1855-1942), le nombre d'espèces y diffère selon les auteurs. Certaines espèces sont classées parfois dans le genre Pappogeomys et la taxinomie de Cratogeomys fumosus a été révisée en 2004, suggérant d'inclure dans cette espèce quatre espèces originairement distinctes : C. gymnurus, C. neglectus, C. tylorhinus et C. zinseri (Hafner et al. 2004) .

## Liste des espèces
Selon Mammal Species of the World (version 3, 2005)  (1 juin 2016) :
- Cratogeomys castanops (Baird, 1852) - Rat à poche mexicain[4]
- Cratogeomys fumosus (Merriam, 1892)
- Cratogeomys goldmani Merriam, 1895
- Cratogeomys gymnurus Merriam, 1892 - espèce probablement incluse dans Cratogeomys fumosus[2]
- Cratogeomys merriami (Thomas, 1893)
- Cratogeomys neglectus (Merriam, 1902) - espèce probablement incluse dans Cratogeomys fumosus[2]
- Cratogeomys tylorhinus (Merriam, 1895) - espèce probablement incluse dans Cratogeomys fumosus[2]
- Cratogeomys zinseri (Goldman, 1939) - espèce probablement incluse dans Cratogeomys fumosus[2]

Selon ITIS (1 juin 2016) :
- Cratogeomys castanops (Baird, 1852)
- Cratogeomys fulvescens Merriam, 1895
- Cratogeomys fumosus (Merriam, 1892)
- Cratogeomys goldmani Merriam, 1895
- Cratogeomys merriami (Thomas, 1893)
- Cratogeomys perotensis Merriam, 1895
- Cratogeomys planiceps (Merriam, 1895)

Selon NCBI (1 juin 2016) :
- Cratogeomys bursarius
- Cratogeomys castanops
- Cratogeomys estor
- Cratogeomys fulvescens
- Cratogeomys fumosus
- Cratogeomys goldmani
- Cratogeomys gymnurus
- Cratogeomys merriami
- Cratogeomys neglectus
- Cratogeomys perotensis
- Cratogeomys planiceps
- Cratogeomys tylorhinus
- Cratogeomys zinseri

Selon Paleobiology Database (1 juin 2016) :
- Cratogeomys bensoni
- Cratogeomys castanops
- Cratogeomys fumosus
- Cratogeomys gymnurus
- Cratogeomys merriami
- Cratogeomys neglectus
- Cratogeomys sansimonensis
- Cratogeomys tylorhinus
- Cratogeomys zinseri